# Provinz Tierra del Fuego (Chile)
Die chilenische Provinz Tierra del Fuego (deutsch Provinz Feuerland) liegt im chilenischen Teil der Isla Grande de Tierra del Fuego. Sie ist namensgleich mit der argentinischen Provinz Tierra del Fuego auf der östlichen Seite der gleichen Insel. Die Provinz besteht aus drei Kommunen, der Hauptstadt Porvenir, Primavera und Timaukel. Laut chilenischem Zensus 2002 hat Tierra del Fuego 6904 Einwohner, davon sind 4418 (64 %) Männer und 2486 Frauen, dies ist der höchste Männerüberschuss aller chilenischen Provinzen. Trotzdem amtiert mit Catalina Besnier Anguita eine Frau als Gouverneurin. Die städtischen Bevölkerung umfasst 4734 Bewohner Porvenirs, die restlichen 2170 zählen zur Landbevölkerung.